# The Cinematics
The Cinematics fue una banda de rock alternativo escocesa fundada en 2003 en Glasgow, Escocia. La banda se mantuvo activa desde 2003 hasta el 2011, donde se disolvió. La banda lanzó dos álbumes, A Strange Education (2007) y Love and Terror (2009), así como un EP de cinco pistas, "Silent Scream EP" (2010), pero se disolvió en medio de la grabación de su tercer álbum. 
La banda estaba formada por Scott Rinning, Ramsay Miller, Adam Goemans y Ross Bonney y Larry Reid se unió a la banda en 2008.

## Historia

### Formación yA Strange Education(2003-2008)
La banda fue formada por Scott Rinning (voz y guitarra), Ramsay Miller (guitarra principal), Adam Goemans (bajo) y Ross Bonney (batería) en 2003 en Glasgow, sin embargo, los miembros se conocieron originalmente en la escuela en Dingwall. La banda firmó con TVT Records en 2005 después de tocar en un concierto de In the City en Mánchester.
Su álbum debut A Strange Education fue producido por Simon Barnicott y Stephen Hague, y lanzado el 6 de marzo de 2007.

### Love and Terrory la ruptura (2009-2011)
El segundo álbum de The Cinematics, Love and Terror, fue lanzado el 6 de octubre de 2009. El 22 de mayo de 2010, la banda lanzó un EP de cinco pistas titulado Silent Scream EP, grabado parcialmente en vivo durante una gira a fines de 2009 y principios de 2010. Tanto Love and Terror como el EP fueron producidos por el guitarrista de la banda, Larry Reid. En 2010, Reservoir Media Management adquirió el 100% de los activos editoriales de Cinematics que anteriormente habían sido administrados por TVT Music Enterprises, LLC.
Los integrantes de The Cinematics se mudaron a Berlín en 2010 y comenzaron a grabar allí su tercer álbum de estudio. El álbum iba a llamarse "Kino". Sin embargo, en julio de 2011, Reid anunció en una entrevista con The Pop Cop que la banda se había separado antes de completarla.  El tercer álbum de The Cinematics sigue inédito hasta la fecha, pero la banda puso una canción - "Nausea" - disponible de forma gratuita para los fans en su página de Facebook.
En junio de 2012, Larry Reid lanzó un álbum con su proyecto post-Cinematics, Laurence and the Slab Boys. El disco, Lo-Fi Disgrace, cuenta con la participación de sus compañeros de The Cinematics Ross Bonney y Adam Goemans.

## Miembros de la banda

### Alineación final
- Ross Bonney – batería (2003–2011)
- Adam Goemans - bajo (2003-2011)
- Scott Rinning – voz principal, guitarra (2003–2011)
- Larry Reid – guitarra principal (2008–2011)

### Miembros anteriores
- Ramsay Miller – guitarra principal (2003–2008)

## Equipo
- Ross Bonney: Batería Yamaha, baquetas Vic Firth
- Adam Goemans: bajo Fender 76 Precision, cabezal de bajo Ampeg y cabina 4x10
- Scott Rinning: Fender Telecaster, pedales Boss/MXR, amplificador Fender Hot Rod Deluxe
- Larry Reid: Fender Jazzmaster, pedales Boss/Electro Harmonix/pedales Ibanez, amplificador Vox AC30

## Discografía

### Álbumes de estudio
- A Strange Education (marzo de 2007)
- Love and Terror (septiembre de 2009)

### Plays extendido
- Break EP (27 de marzo de 2006)
- Live Sessions EP (2007) (descarga exclusiva de iTunes)
- Silent Scream EP (22 de mayo de 2010)

### Sencillos
- "Chase" (octubre de 2005) (Reino Unido No. 197)
- "Break" (noviembre de 2006) (número 129 en el Reino Unido)
- "Keep Forgetting" (febrero de 2007)
- "Love and Terror" (10 de agosto de 2009)
- "New Mexico" (14 de septiembre de 2009)